# Palais des sports Jean-Michel-Geoffroy
Pour les articles homonymes, voir Palais des sports.
Le palais des sports Jean-Michel-Geoffroy, abrégé localement en « le Palais des Sports », est une salle multi-sports située à Dijon.

## Caractéristiques
Cette salle porte le nom de l'ancien handballeur international français Jean-Michel Geoffroy. Elle fut inaugurée le 21 janvier 1977. Elle accueille de nombreuses manifestations sportives, dont les matchs du club de basket-ball de la JDA Dijon, évoluant en Pro A, des matchs de handball, des compétitions de gymnastique, de lutte, de boxe, mais aussi des spectacles et des événements culturels.

## Clubs résidents
- Jeanne d’Arc Dijon Basket (basket-ball)
- Dijon Métropole Handball (handball)
- Jeanne d’Arc Dijon Handball (handball)

## Concerts
La salle était, jusqu'à l'ouverture du Zénith de Dijon, la principale salle de concerts de la ville.
S'y sont ainsi produits:
- Status Quo le 12 février 1977 et le 20 mai 1981
- Peter Gabriel le 24 octobre 1977
- Genesis le 3 juin 1978
- Lou Reed le 12 octobre 1979
- Barclay James Harvest le 21 mars 1980 et le 12 novembre 1982
- Jethro Tull le 4 avril 1980 et le 16 avril 1982
- Camel le 6 mars

1981
- Johnny Hallyday le 20 mars 1981, 28 janvier 1983, 20 mars 1985, 22 octobre 1987, 15 février 1988 et le 11 avril 1996
- Rose Tattoo le 23 octobre 1981
- Renaud le 20 novembre 1981 et le 26 octobre 2000
- Bernard Lavilliers le 18 decembre 1981
- Alice Cooper le 5 février 1982
- Scorpions le 5 mars 1982
- Iron Maiden le 9 avril 1982
- Frank Zappa le 3 juin 1982
- Ange le 29 juillet 1982
- King Crimson le 24 septembre 1982
- Magma le 15 octobre 1982
- Daniel Balavoine le 22 octobre 1982
- Charlélie Couture le 4 mars 1983
- Hubert-Felix Thiefaine le 9 mai 1983, 3 juin 1988 et 1 décembre 1994
- Motörhead le 25 octobre 1983
- Saga le 9 mai 1984
- Dire Straits le 20 juin 1985
- Sting le 18 décembre 1985
- Barbara le 10 mars 1986 (avec Gerard Depardieu)
- Matt Bianco le 14 mai 1986
- Manfred Mann's Earth Band le 19 mai 1986 (avec Outside Edge en support)
- Chris De Burgh le 11 juin 1986
- Indochine le 5 février 1988
- Supertramp le 29 mars 1988
- Serge Gainsbourg le 25 avril 1988
- a-Ha le 3 mai 1988
- Johnny Clegg le 20 avril 1990
- Joe Cocker le 29 mars 1992
- Claude Nougaro le 7 avril 1998
- Patrick Bruel le 15 mars 2001
- Jenifer le 5 decembre 2002
- Helene Segara le 3 decembre 2003
- Eddy Mitchell le 19 mai 2004
- Holiday on Ice de 1977 à 2005
- Fêtes de la vigne (groupes folkloriques de différents pays) lors de plusieurs éditions jusqu’à 2005
- Duran Duran (Date Inconnue)